# لیتل تراورس، میشیگان
لیتل تراورس (به انگلیسی: Little Traverse Township) یک منطقهٔ مسکونی در ایالات متحده آمریکا است که در شهرستان امت، میشیگان واقع شده‌است.
 لیتل تراورس  ۲٬۳۸۰ نفر جمعیت دارد و ۲۲۴ متر بالاتر از سطح دریا واقع شده‌است.